# Niemowlęctwo
Zasugerowano, aby zintegrować ten artykuł z artykułem Niemowlę. Nie opisano powodu propozycji integracji.

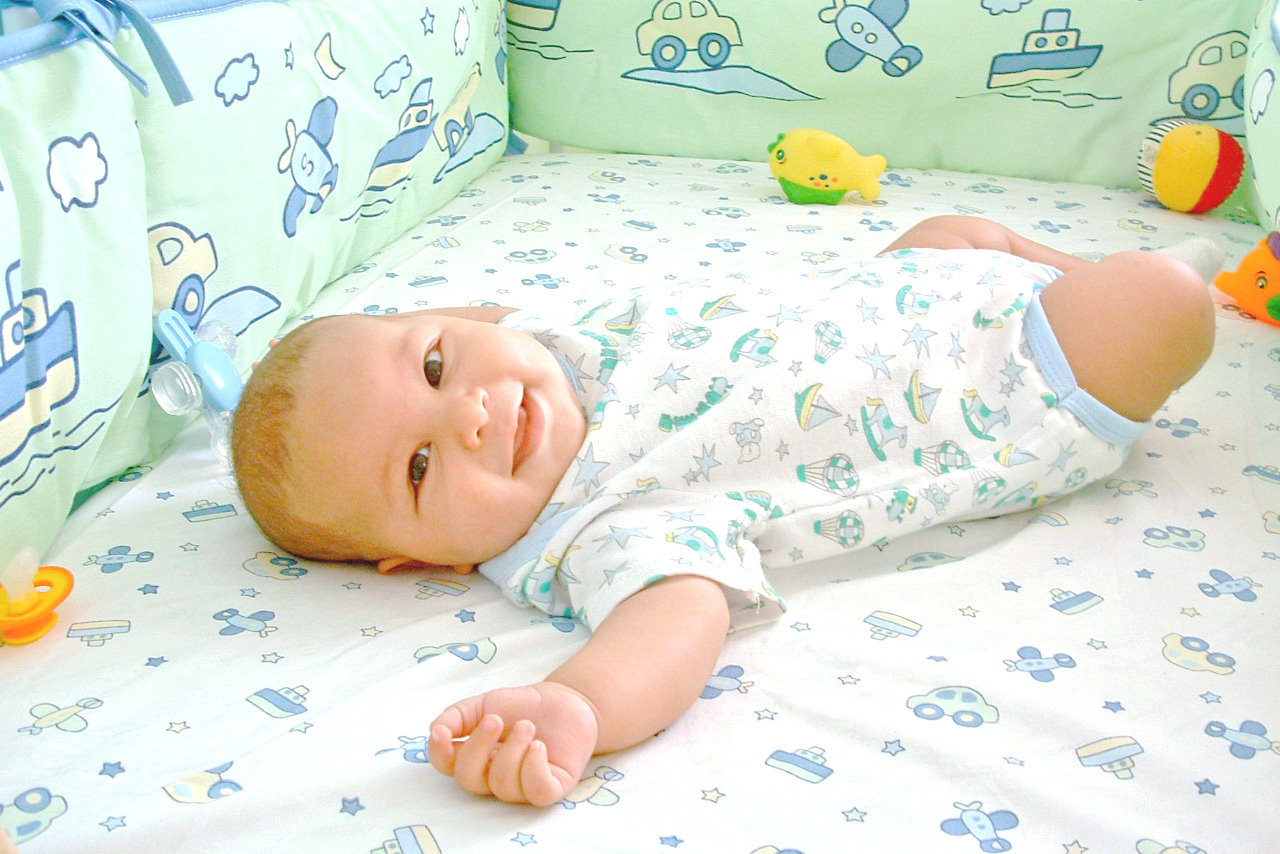
Niemowlę

Niemowlęctwo – okres rozwoju człowieka (dziecka) obejmujący pierwsze dwanaście miesięcy życia od momentu narodzin. W tym czasie dochodzi do intensywnego rozwoju całego organizmu, manifestującego się przyrostem masy ciała (trzykrotnym) i długości (o średnio 50%). Nigdy później człowiek nie rozwija się tak szybko i tak wydajnie.